# Ottendorf-Okrilla
Ottendorf-Okrilla és un municipi alemany que pertany a l'estat de Saxònia. Es troba a 12 kilòmetres de Dresden i limita amb els municipis de Laußnitz i Wachau.

## Districtes ('Ortsteile')
- Grünberg
- Hermsdorf
- Medingen
- Ottendorf-Okrilla

## Evolució demogràfica
| Any  | Població |
| ---- | -------- |
| 1998 | 10.253   |
| 1999 | 10.363   |
| 2000 | 10.343   |
| 2001 | 10.255   |

| Any  | Població |
| ---- | -------- |
| 2002 | 10.273   |
| 2003 | 10.184   |
| 2007 | 10.076   |

## Galeria d'imatges

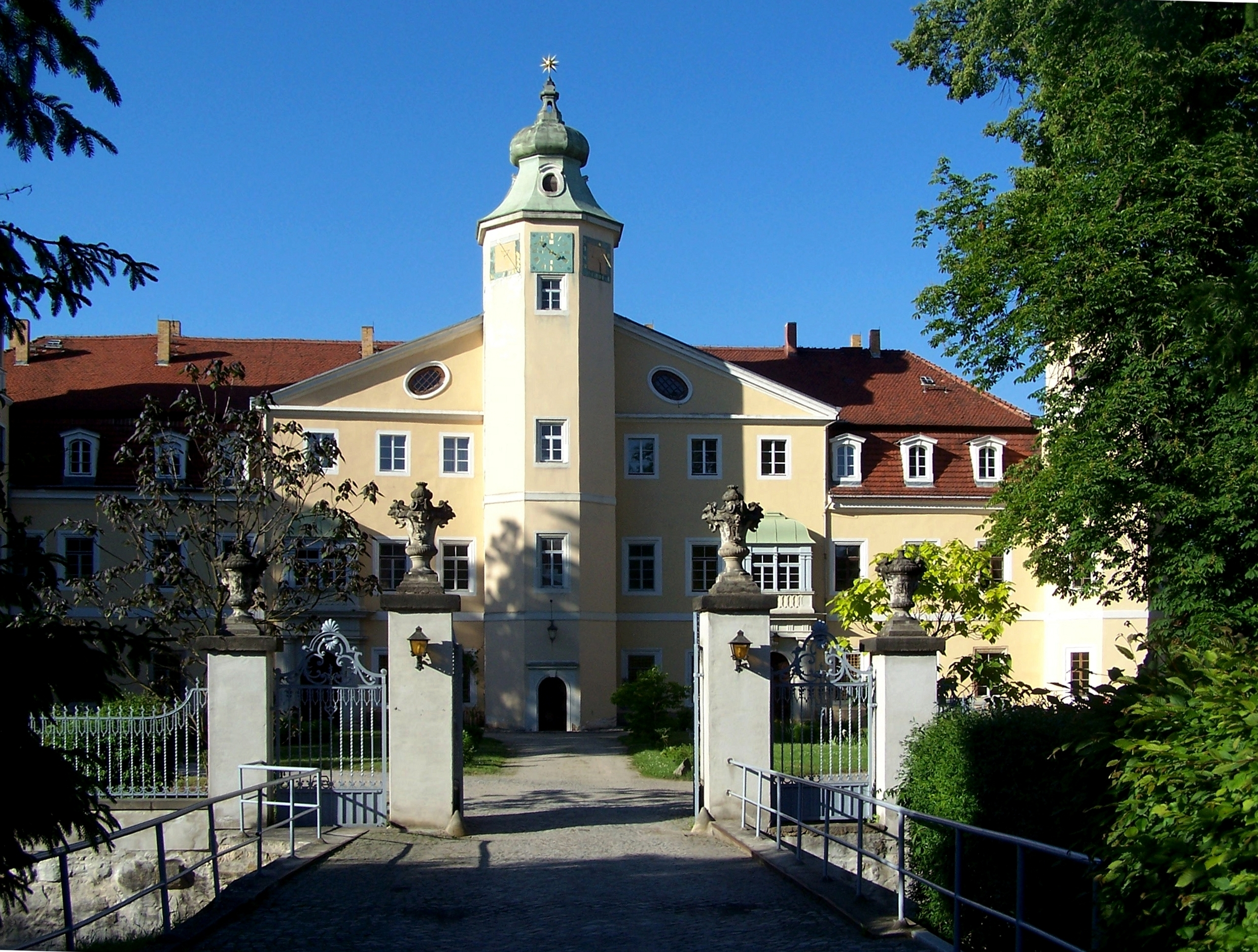
Castell de Hermsdorf
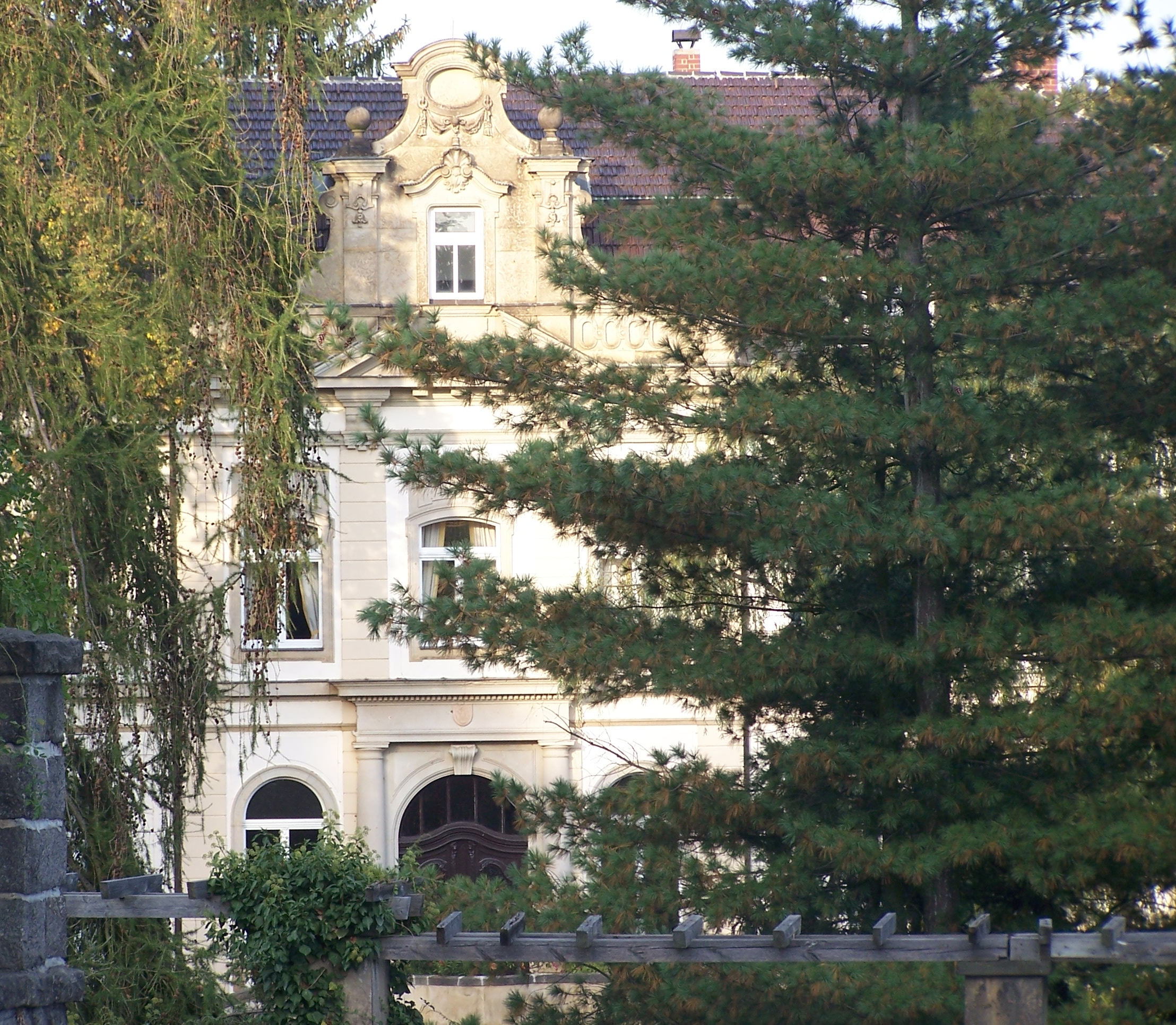
Castell de Medingen
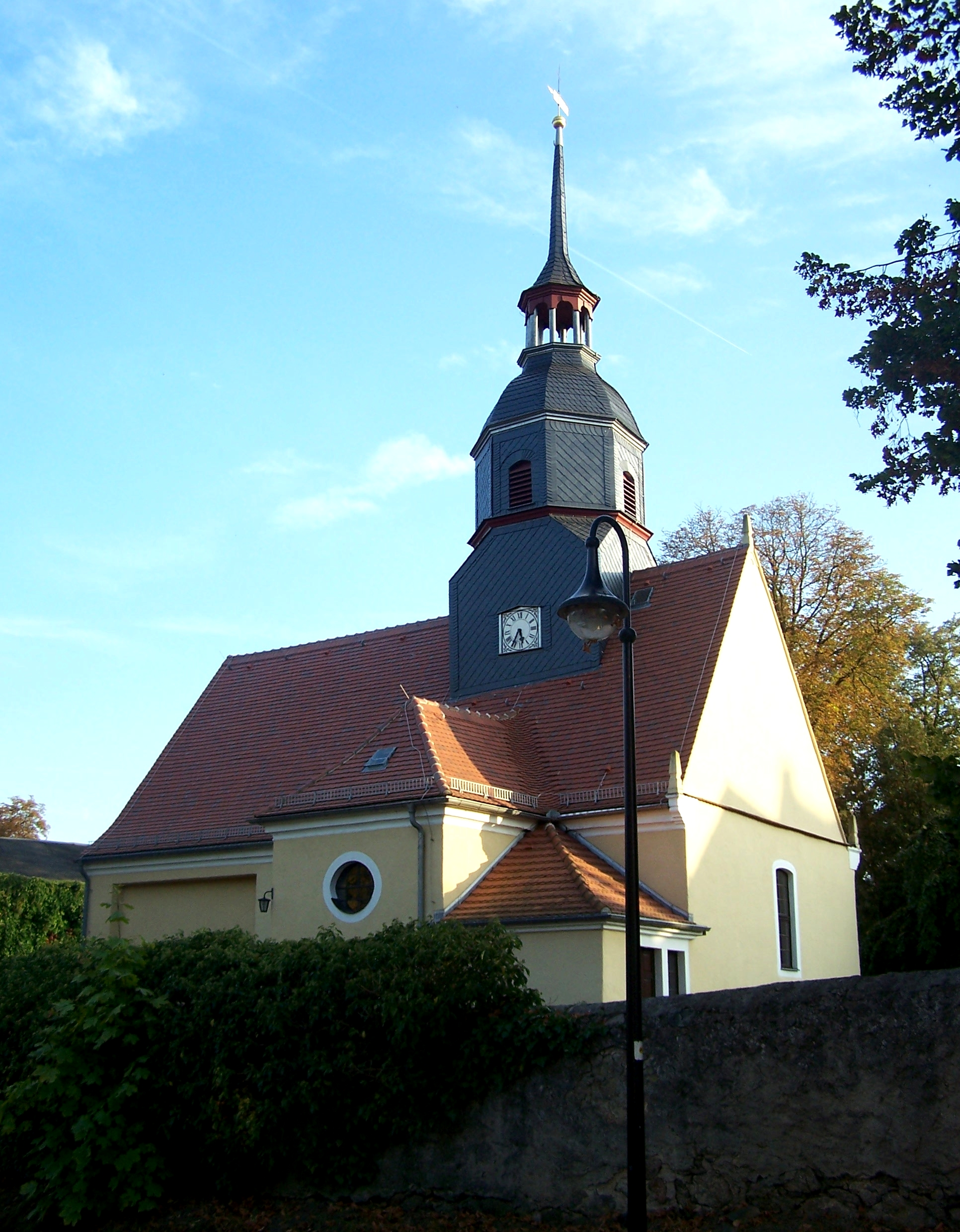
Església de Medingen
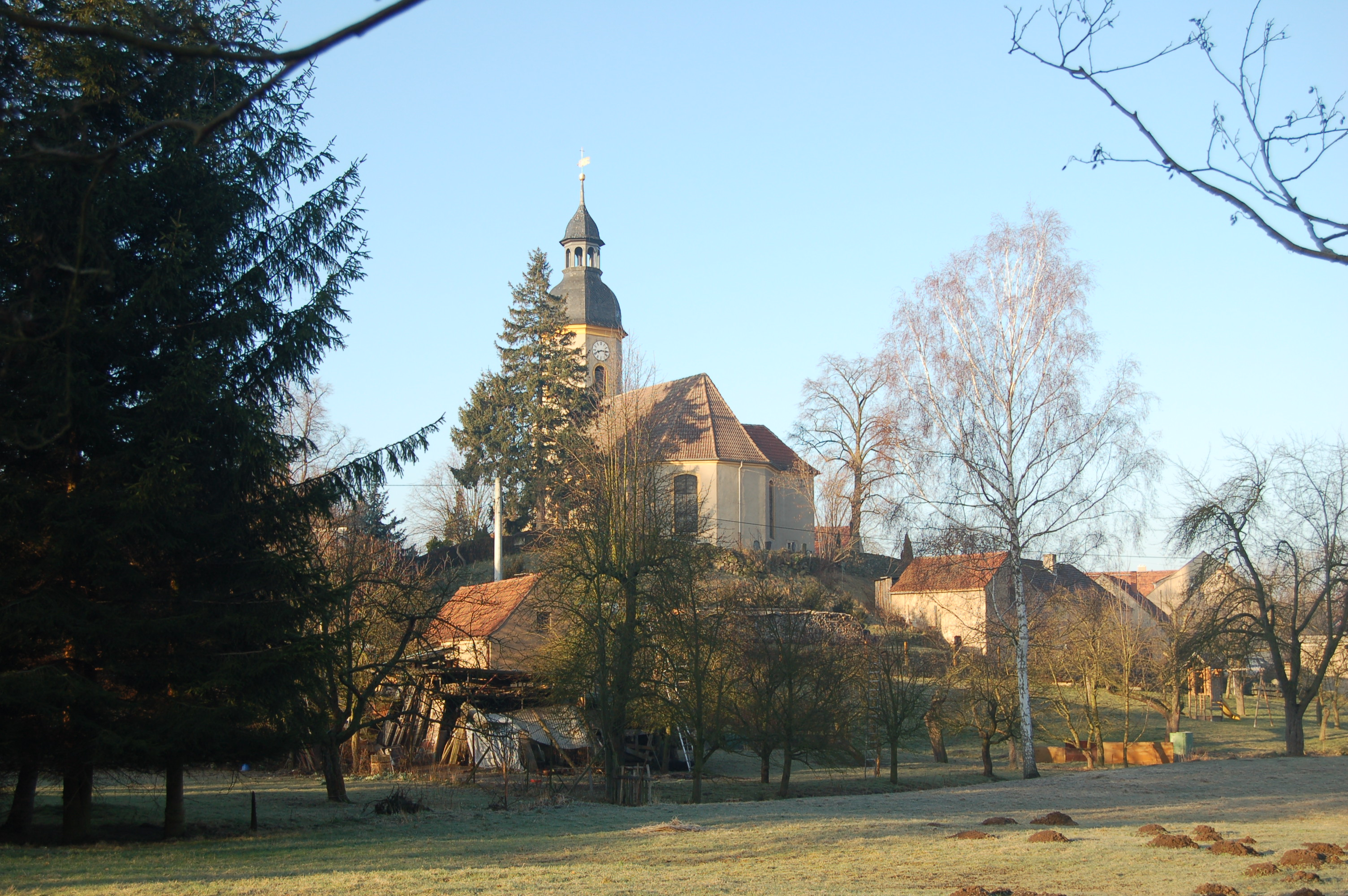
Església de Grünberg
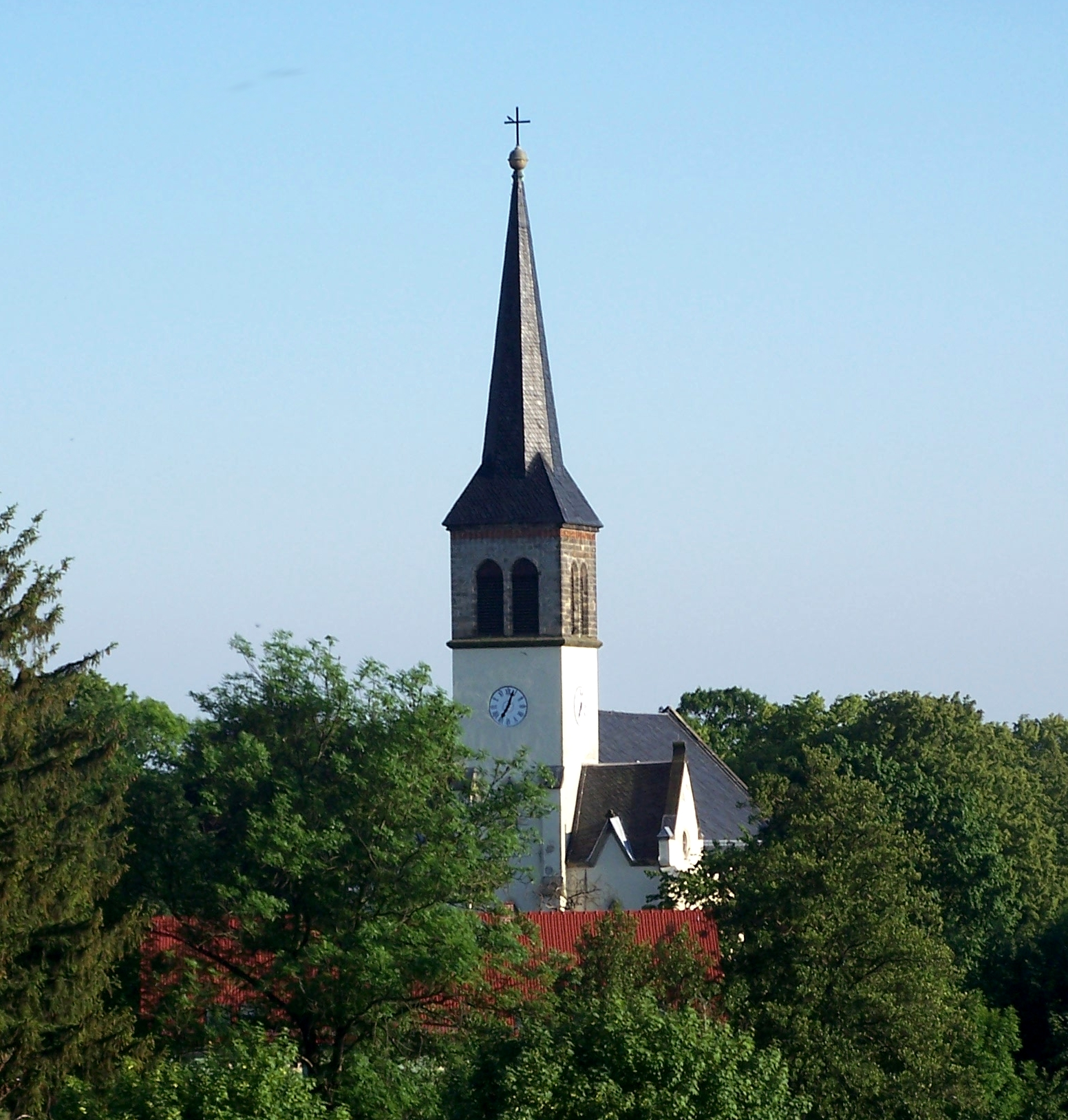
Església evangèlica